# WTA Finals 2015 – ženská čtyřhra
Soutěže ženské čtyřhry na Turnaji mistryň 2015 v Singapuru se účastnilo osm nejlepších párů v klasifikaci žebříčku WTA Race. Nově se hrál systém po dvou skupinách. Obhájkyněmi titulu byly Cara Blacková ze Zimbabwe a Sania Mirzaová z Indie, jež však před sezónou ukončily spolupráci. Mirzaová na turnaji startovala, jakožto nejvýše nasazená, společně se švýcarskou tenistkou Martinou Hingisovou. Blacková se na turnaj nedokázala kvalifikovat.
Rozlosování deblové soutěže proběhlo v pátek 23. října ve 20 hodin místního času.
Vítězem se stal první světový pár složený ze Švýcarky Martiny Hingisové a Indky Sanie Mirzaové, které ve finále hladce porazily španělskou dvojici Garbiñe Muguruzaová a Carla Suárezová Navarrová po setech 6–0 a 6–3. Dominanci v sezóně potvrdily 22. vyhraným zápasem v řadě a devátou trofejí v probíhající sezóně, když nastoupily na šestnácti turnajích.
Mirzaová tak titul obhájila. Připsala si druhou trofej ze závěrečné události roku a celkově třicátou druhou ze čtyřhry okruhu WTA Tour. Hingisová na Turnaji mistryň triumfovala potřetí a získala jubilejní padésáté turnajové vítězství v deblu. To se před ní na okruhu podařilo patnácti tenistkám.

## Nasazení párů
1. Martina Hingisová /  Sania Mirzaová (vítězky)
2. Bethanie Matteková-Sandsová /  Lucie Šafářová (základní skupina, 370 bodů, 100 000 USD/pár)
3. Čan Chao-čching /  Čan Jung-žan (semifinále, 530 bodů, 125 000 USD/pár)
4. Tímea Babosová /  Kristina Mladenovicová (základní skupina, 370 bodů, 100 000 USD/pár)
5. Caroline Garciaová /  Katarina Srebotniková (základní skupina, 370 bodů, 100 000 USD/pár)
6. Raquel Kopsová-Jonesová /  Abigail Spearsová (základní skupina, 370 bodů, 100 000 USD/pár)
7. Andrea Hlaváčková /  Lucie Hradecká (semifinále, 370 bodů, 100 000 USD/pár)
8. Garbiñe Muguruzaová /  Carla Suárezová Navarrová (finále)

## Soutěž
| Legenda                                                       |                                                                        |                                                   |
| - Q – kvalifikant - WC – divoká karta - LL – šťastný poražený | - Alt – náhradník - SE – zvláštní výjimka - PR/SR – žebříčková ochrana | - w/o – bez boje - r – skreč - d – diskvalifikace |

### Finálová fáze
|  | Semifinále | Semifinále                       | Semifinále                                    | Semifinále | Semifinále |                                               |                                  | Finále | Finále | Finále | Finále | Finále |
|  |            |                                  |                                               |            |            |                                               |                                  |        |        |        |        |        |
|  | 1          | Martina Hingisová Sania Mirzaová | 6                                             | 6          |            |                                               |                                  |        |        |        |        |        |
|  | 3          | Čan Chao-čching Čan Jung-žan     | 4                                             | 2          |            |                                               |                                  |        |        |        |        |        |
|  | 3          | Čan Chao-čching Čan Jung-žan     | 4                                             | 2          |            | 1                                             | Martina Hingisová Sania Mirzaová | 6      | 6      |        |        |        |
|  |            |                                  |                                               |            |            | 1                                             | Martina Hingisová Sania Mirzaová | 6      | 6      |        |        |        |
|  |            | 8                                | Garbiñe Muguruzaová Carla Suárezová Navarrová | 0          | 3          |                                               |                                  |        |        |        |        |        |
|  | 8          | 8                                | Garbiñe Muguruzaová Carla Suárezová Navarrová | 0          | 3          | Garbiñe Muguruzaová Carla Suárezová Navarrová | 78                               | 6      |        |        |        |        |
|  | 8          |                                  |                                               |            |            | Garbiñe Muguruzaová Carla Suárezová Navarrová | 78                               | 6      |        |        |        |        |
|  | 7          | Andrea Hlaváčková Lucie Hradecká | 6                                             | 0          |            |                                               |                                  |        |        |        |        |        |

### Červená skupina
|    |                                           | Hingisová Mirzaová | Babosová Mladenovicová | Kopsová-Jonesová Spearsová | Hlaváčková Hradecká | Zápasy       | Sety         | Hry            | Pořadí |
| 1. | Martina Hingisová Sania Mirzaová          |                    | 6–4, 7–5               | 6–4, 6–2                   | 6–3, 6–4            | 3–0 (100 %)  | 6–0 (100 %)  | 37–22 (62,7 %) | 1.     |
| 4. | Tímea Babosová Kristina Mladenovicová     | 4–6, 5–7           |                        | 7–6(7–5), 6–2              | 2–6, 1–6            | 1–2 (50 %)   | 2–4 (33,3 %) | 25–33 (43,1 %) | 3.     |
| 6. | Raquel Kopsová-Jonesová Abigail Spearsová | 4–6, 2–6           | 6–7(5–7), 2–6          |                            | 6–3, 3–6, 1–0(11–9) | 1–2 (33,3 %) | 2–5 (28,6 %) | 24–34 (41,4 %) | 4.     |
| 7. | Andrea Hlaváčková Lucie Hradecká          | 3–6, 4–6           | 6–2, 6–1               | 3–6, 6–3, 0–1(9–11)        |                     | 1–2 (33,3 %) | 3–4 (42,9 %) | 28–25 (52,8 %) | 2.     |

### Bílá skupina
|    |                                               | Matteková-Sandsová Šafářová | Čan           | Garciaová Srebotniková | Muguruzaová Suárezová Navarrová | Zápasy       | Sety         | Hry            | Pořadí |
| 2. | Bethanie Matteková-Sandsová Lucie Šafářová    |                             | 2–6, 2–6      | 2–6, 0–3skreč          | 6–3, 7–6(7–1)                   | 1–2 (33,3 %) | 2–4 (33,3 %) | 19–30 (38,8 %) | 4.     |
| 3. | Čan Chao-čching Čan Jung-žan                  | 6–2, 6–2                    |               | 6–4, 7–6(7–5)          | 5–7, 4–6                        | 2–1 (66,7 %) | 4–2 (66,7 %) | 34–27 (55, 7%) | 2.     |
| 5. | Caroline Garciaová Katarina Srebotniková      | 6–2, 3–0skreč               | 4–6, 6–7(5–7) |                        | 5–7, 2–6                        | 1–2 (33,3 %) | 2–4 (33,3 %) | 26–28 (48,1 %) | 3.     |
| 8. | Garbiñe Muguruzaová Carla Suárezová Navarrová | 3–6, 6–7(1–7)               | 7–5, 6–4      | 7–5, 6–2               |                                 | 2–1 (66,7 %) | 4–2 (66,7 %) | 35–29 (54,7 %) | 1.     |